# Kimberly Bryant
Kimberly Bryan va néixer a Memphis, Tennessee, USA, el 1967. És una enginyera informàtica dedicada a la indústria tecnològica, farmacèutica i biotecnológica, que va obrir el cmap de l'alta tecnologia a les dones negres.
Bryan va crear, el 2011, l'organització Black Girls Code (BGC), que gestiona un programa d'ensenyament que pretén apropar la tecnologia a les nenes afrodescendents. La pretensió de BGC és capacitar un milió de nenes negres per a l'any 2040.